# Герб комуни Кіруна
Герб комуни Кіруна (швед. Kiruna kommunvapen) — символ шведської адміністративно-територіальної одиниці місцевого самоврядування комуни Кіруна. 

## Історія
Кіруна отримала статус міста 1948 року. Герб міста затверджено королем 1949 року.
Після адміністративно-територіальної реформи, проведеної в Швеції на початку 1970-х років, муніципальні герби стали використовуватися лишень комунами. Тому з 1974 року цей герб представляє комуну Кіруна, а не місто.

## Опис (блазон)
Щит перетятий, у верхньому срібному полі синій алхімічний знак заліза, у нижньому синьому — срібна куріпка. 

## Зміст
Назва міста походить від саамського слова Giron, що означає «біла куріпка». Тому цей птах зображений на гербі комуни як номінальний символ, який вказує на назву поселення. 
Алхімічний знак заліза символізує розвинуту гірничо-видобувну промисловість та багаті поклади залізної руди.